# Langerwehe

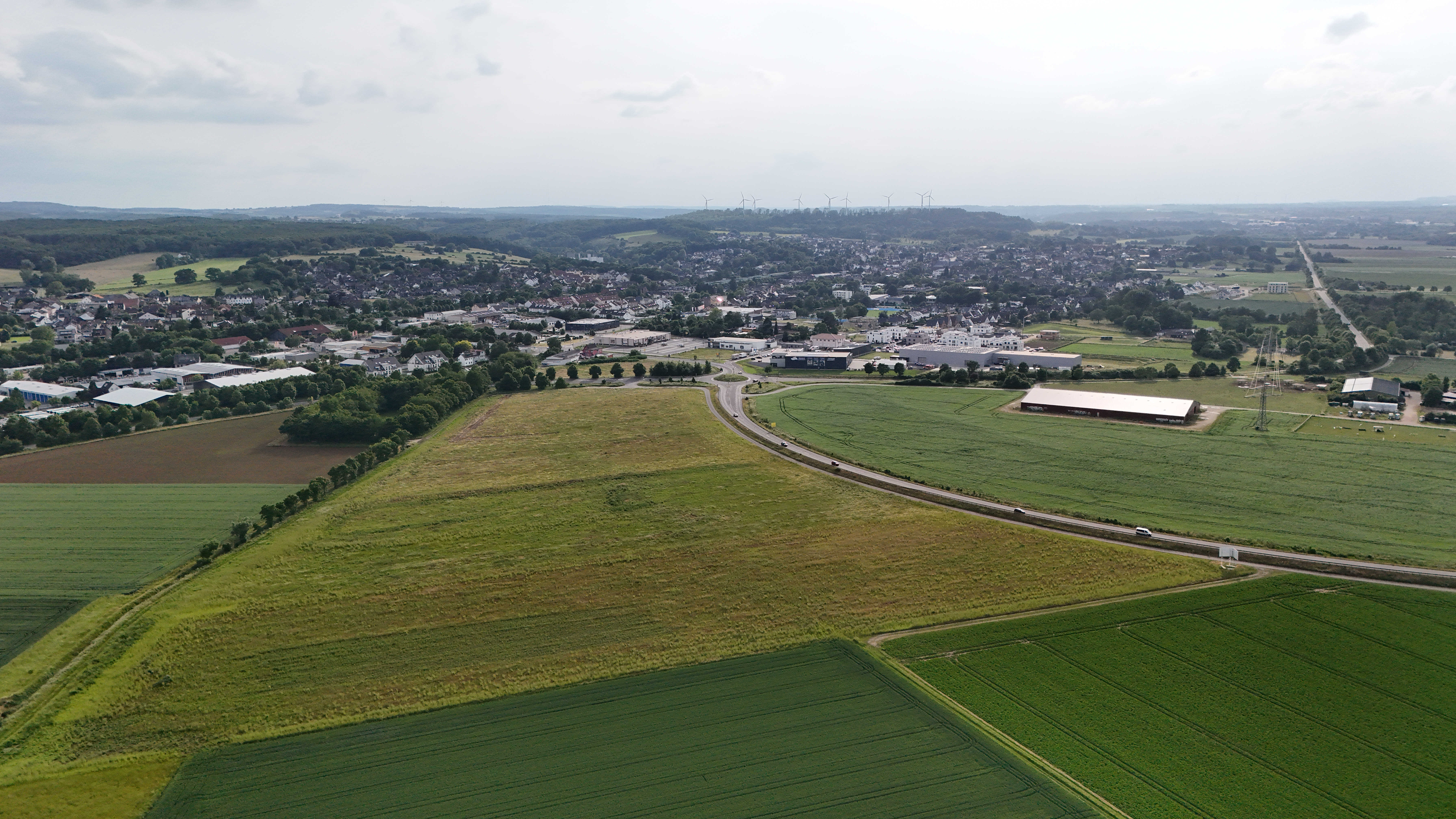
Luftaufnahme von Langerwehe aus Richtung Obergeich

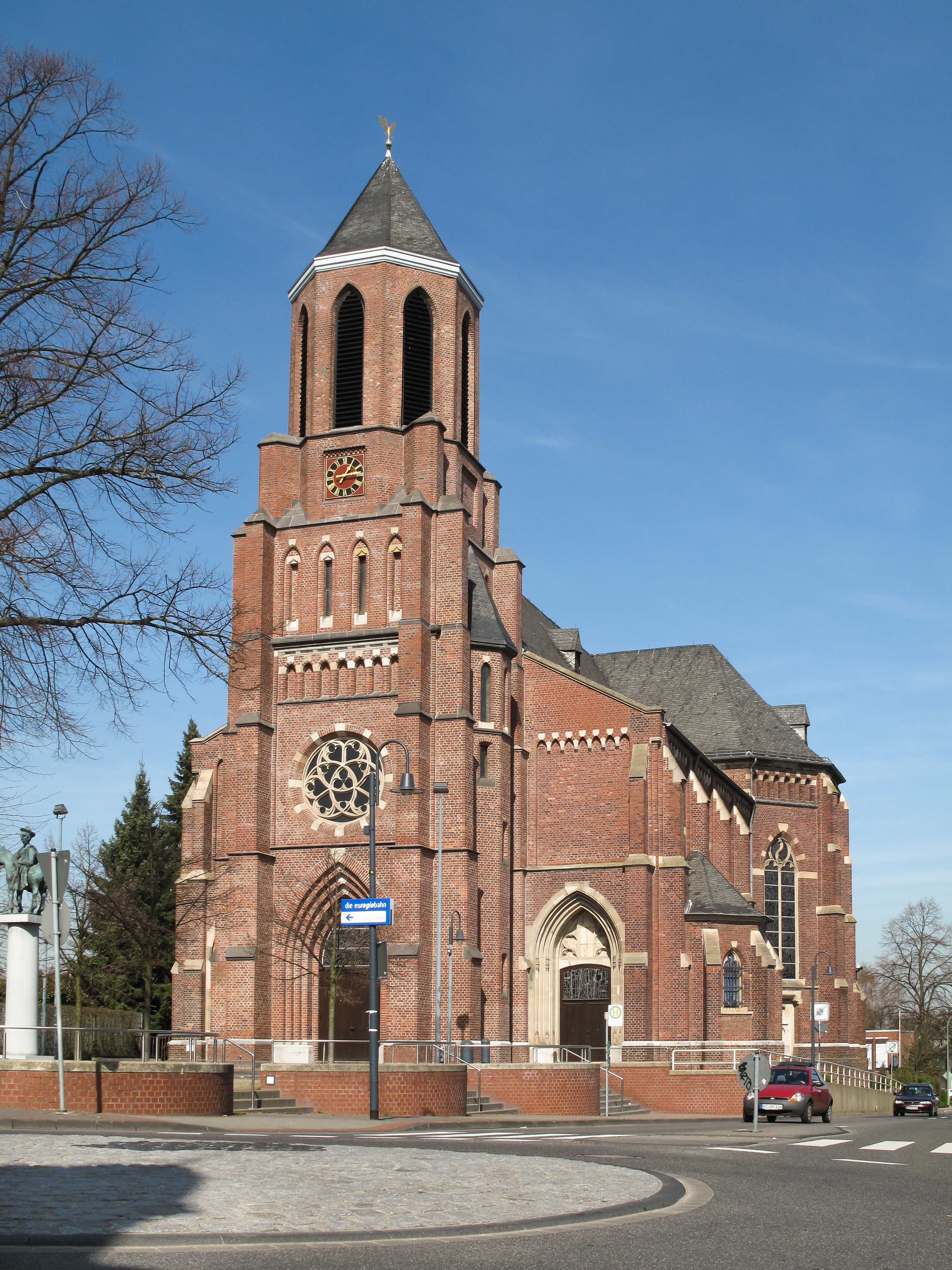
Kath. Pfarrkirche St. Martin

Langerwehe (auf Dürener Platt Langêweh) ist eine Gemeinde im Kreis Düren in Nordrhein-Westfalen, Deutschland. Sie liegt am Nordrand des Hürtgenwaldes südlich der Bundesautobahn 4 zwischen den Städten Düren im Osten und Eschweiler im Westen. Ein Teil des Gemeindegebietes liegt im Naturpark Hohes Venn-Eifel und in der Rureifel.

## Geografie

### Geografische Lage
Langerwehe liegt am Wehebach und am Rande der Voreifel. Seit 2020 gehören die Hänge westlich des Baches zum Naturpark Hohes Venn-Eifel. Der höchste Punkt liegt an der südlichen Grenze der Gemeinde im Staatsforst Hürtgenwald in der Nähe des Rennwegs auf 343 m ü. NHN (⊙).

Im westlichen Gemeindegebiet liegt auf der Grenze zu Eschweiler die Halde Nierchen.

### Ausdehnung des Gemeindegebiets
Von Nord nach Süd misst die Gemeinde 8,5 km und von Ost nach West 6,5 km. Sie umfasst eine Fläche von 41,49 km².

### Gemeindegliederung
| Ortsteil    | Einwohner (1) |
| ----------- | ------------- |
| D’horn      | 387           |
| Gehöfte     | 87            |
| Geich       | 317           |
| Hamich      | 897           |
| Heistern    | 898           |
| Jüngersdorf | 1.819         |
| Langerwehe  | 4.369         |
| Luchem      | 720           |
| Merode      | 654           |
| Obergeich   | 458           |
| Pier        | 882           |
| Schlich     | 2.399         |
| Schönthal   | 69            |
| Stütgerloch | 1065          |
| Wenau       | 9             |
| Gesamt      | 15.030        |

### Nachbargemeinden
| im Kreis Düren - Hürtgenwald - Düren - Inden in der Städteregion Aachen - Eschweiler - Stolberg | \| \| Inden \| \| \| Eschweiler \| \| Düren \| \| Stolberg \| \| Hürtgenwald \| |             |
|                                                                                                 | Inden                                                                           |             |
| Eschweiler                                                                                      | Kompassrose, die auf Nachbargemeinden zeigt                                     | Düren       |
| Stolberg                                                                                        |                                                                                 | Hürtgenwald |

## Geschichte
Hier ist die Geschichte der Gemeinde Langerwehe dargestellt. Die Geschichte der einzelnen Ortsteile, die teils erst seit der Neuzeit zur Gemeinde gehören, ist in deren Artikeln dargestellt.

### Langerwehe

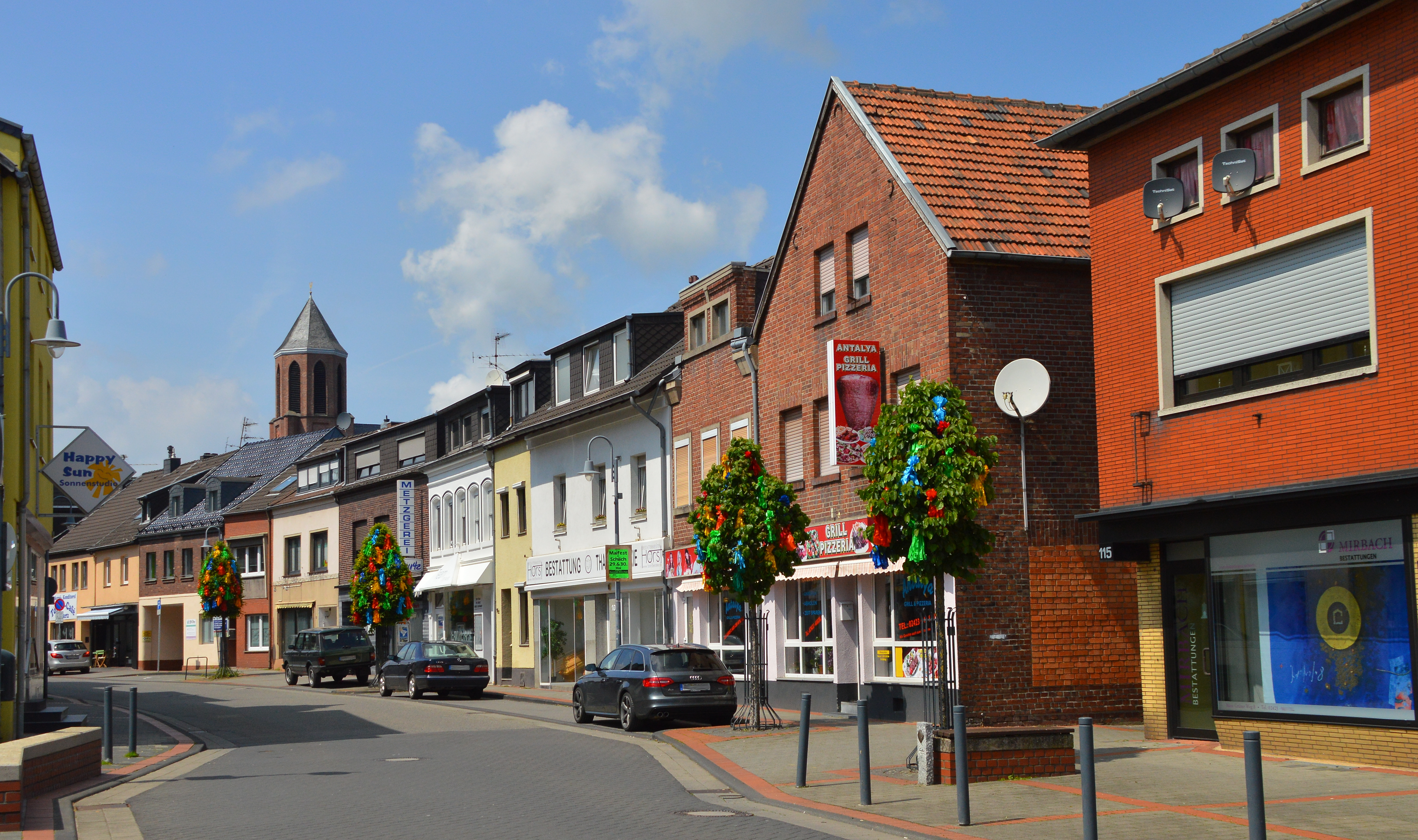
Der Ortskern von Langerwehe

Der Zentralort Langerwehe selbst ist aus drei Ortsteilen zusammengewachsen. Der älteste Dorfteil Rymelsberg geht vermutlich in die fränkische Zeit zurück. Um 1000 entstanden dort die ersten Töpfereien und danach hangabwärts an der Aachen-Frankfurter Straße (alte B 264) weitere Werkstätten und schließlich als zweiter Ortsteil eine Töpfersiedlung, der Ules (vom lateinischen olla = Topf). Der Straßenname Ulhaus erinnert noch heute an diese alte Bezeichnung. An der Kreuzung von Hauptstraße und Wehebach bildete sich der dritte Ortsteil Zu Wehe. Er wuchs allmählich mit dem Ules zu einem langen Straßendorf zusammen. 1664 tauchte zum ersten Mal in einer Urkunde die Bezeichnung Zu der langen Wehe auf, aus der sich später der heutige Ortsname entwickelte.
Die Töpferei, insbesondere die Herstellung des Langerweher Steinzeugs, war über Jahrhunderte die wirtschaftlich tragende Kraft des Dorfes. Im 14. und 15. Jahrhundert wurden in Langerwehe die Aachhörner, eine bestimmte Art von Pilgerhörnern, hergestellt. Bereits das Schöffensiegel von 1543 enthält neben dem Jülicher Löwen drei schlanke Becher. Das 16. und das 17. Jahrhundert war die Blütezeit der Töpferei und damit auch des Ortes.
Ebenso herrschte seit der Frühen Neuzeit im Tal des Wehebaches eine rege Kleinindustrie bestehend aus Blei- und Kupferhütten, Eisen- und Hammerwerke, wovon die historischen Wassermühlen am Wehebach ein Beleg sind, von denen einige erhalten gebliebene Bauten heutzutage unter Denkmalschutz gestellt wurden.
Langerwehe gehörte seit dem Mittelalter zum Herrschaftsbereich des Herzogtums Jülich. Dieses wurde 1794 gemeinsam mit den übrigen linksrheinischen Gebieten des deutschen Reichs von französischen Truppen besetzt und hörte mit der Annexion im Frieden von Lunéville 1801 auf zu existieren. Langerwehe gehörte nun zusammen mit Hamich, Heistern und Stütgerloch zum Kanton Eschweiler; Merode, Schlich und D’horn, Jüngersdorf, Geich und Obergeich sowie Luchem gehörten zum Kanton Düren. Beide Kantone gehörten zum Arrondissement d’Aix-la-Chapelle im Département de la Roer.
Nach der Niederlage Frankreichs in den Koalitionskriegen wurde der politische Zuschnitt Europas auf dem Wiener Kongress 1815 neu geordnet und das linke Rheinland fiel an das Königreich Preussen. Langerwehe gehörte ab 1815 als Teil des Kreises Düren zum Regierungsbezirk Aachen in der Provinz Großherzogtum Niederrhein, die dann 1822 mit der Provinz Jülich-Kleve-Berg zur Rheinprovinz vereinigt wurde.
Nach dem Ersten Weltkrieg war Langerwehe, wie alle linksrheinischen Gebiete, von den Alliierten besetzt und wurde erst 1929 wieder geräumt. Die vier Orte Wenau, Schönthal, Heistern und Hamich kamen 1932 zum Verwaltungsbereich Langerwehe. Mit ihren weit verstreuten Hofanlagen und anderen Siedlungsplätzen bildeten sie zuvor die eigenständige Gemeinde Wenau.
Nach dem Zweiten Weltkrieg wurde die Verwaltung in der neuen Bundesrepublik Deutschland neu geordnet. Langerwehe wurde als Teil des Regierungsbezirks Aachen in das neu geschaffene Bundesland Nordrhein-Westfalen eingegliedert. Am 1. Januar 1972 wurden im Rahmen der Gebietsreform in Nordrhein-Westfalen durch Anwendung des Aachen-Gesetzes die ehemals selbständigen Gemeinden Langerwehe, Wenau, D’horn, Geich-Obergeich, Jüngersdorf und Luchem zur neuen Gemeinde Langerwehe zusammengefasst. Gleichzeitig wurde der Regierungsbezirk Aachen aufgelöst und Langerwehe mit dem Kreis Düren dem Regierungsbezirk Köln zugeteilt.
Der Ortsteil Pier wurde 2004 als Umsiedlungsstandort für die Bewohner von Pier (Inden) gegründet, das dem Braunkohletagebau Inden weichen musste. Die Umsiedlung war 2013 abgeschlossen.

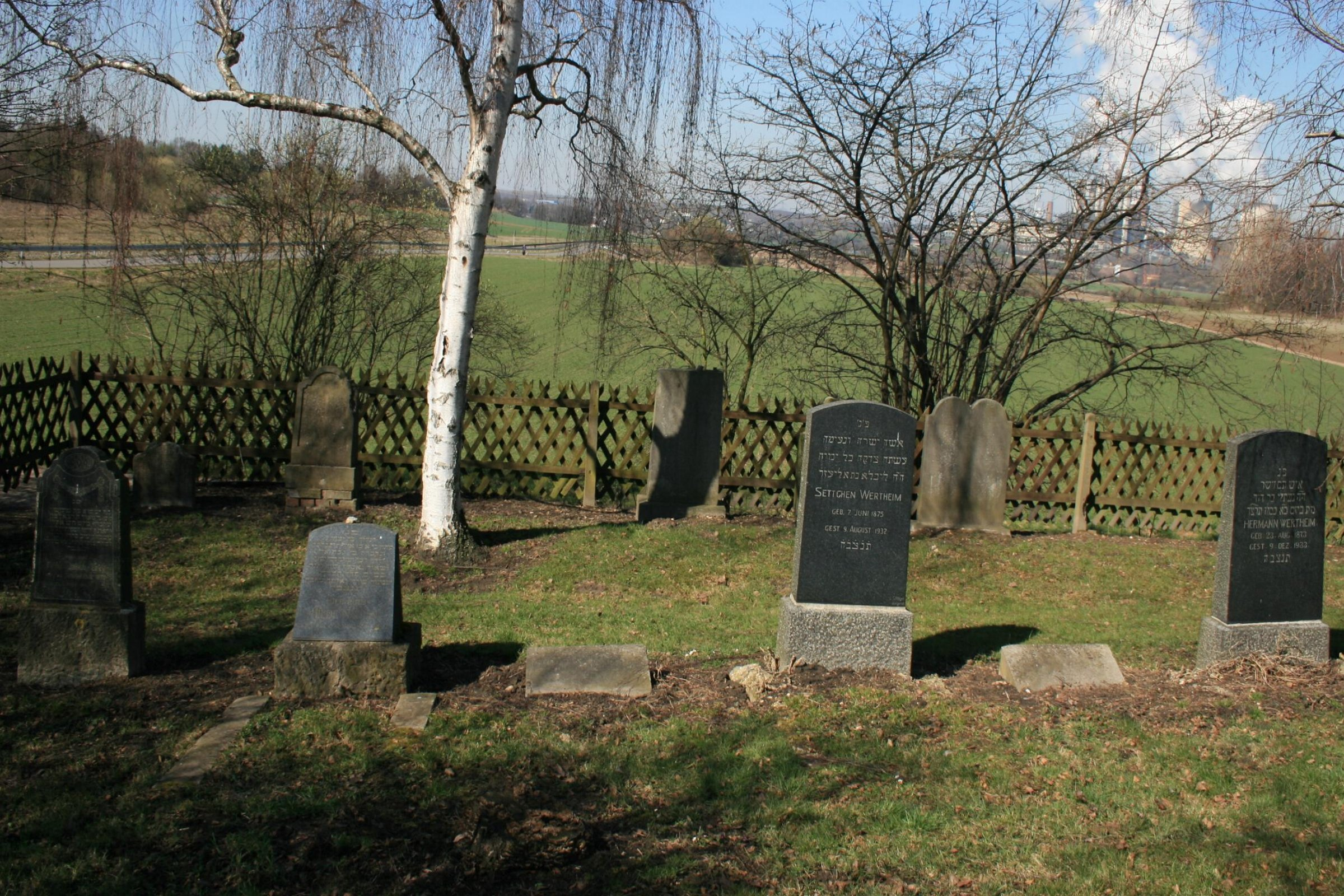
Jüdischer Friedhof in Langerwehe

### Geschichte der Juden in Langerwehe
Bereits seit Mitte des 17. Jahrhunderts lebten Juden in Langerwehe und bereits vor 1865 bestand in der Hauptstraße 123 ein Betsaal. Hinter diesem Haus wurde dann 1874 eine Synagoge errichtet. Zu dieser Zeit lebten etwa 50 Juden im Ort. Die Synagoge wurde in der Reichspogromnacht am 10. November 1938 zerstört. Seit 1999 befindet sich an der Wand des erhaltenen Wohnhauses eine Gedenktafel.
Am Ortsausgang Richtung Weisweiler rechts von der Bundesstraße 264 liegt der jüdische Friedhof, der von 1870 bis 1936 belegt wurde. In Sichtweite befindet sich auch der Vorgängerfriedhof, der bis 1870 benutzt wurde.

## Politik

### Gemeinderat
Der Gemeinderat ist die kommunale Volksvertretung der Gemeinde Langerwehe. Über die Zusammensetzung entscheiden die Bürger alle fünf Jahre, zuletzt in der Kommunalwahl am 13. September 2020.

### Bürgermeister
Zum Bürgermeister von Langerwehe gewählt wurde 2020 Peter Münstermann (SPD). Sein Vorgänger Heinrich Göbbels (CDU) war im September 2015 wiedergewählt worden. 2024 gab Münstermann bekannt, dass er bei der Kommunalwahl 2025 aus gesundheitlichen Gründen nicht zur Wiederwahl stehen wird.

### Städtepartnerschaften
Die Gemeinde Langerwehe unterhält seit dem Jahr 1985 eine Städtepartnerschaft mit der englischen Stadt Exmouth (Devon).

### Wappen und Banner

Banner

| Die Gemeinde führt ein Wappen, ein Siegel und eine Flagge (Banner) gemäß Genehmigungsurkunde des Regierungspräsidenten Köln vom 18. August 1972. | |
| \| \| Wappen \| \| \| Blasonierung: „Gespalten – vorn in Gold (Gelb) ein rotbewehrter und -bezungter schwarzer Löwe, hinten in Grün drei (2:1) gestellte schlanke silberne (weiße) Henkelkrüge.“[13] \| \| Wappenbegründung: Das Wappen basiert auf dem Schöffensiegel aus dem Jahre 1543. Der schwarze Löwe steht für die frühere Zugehörigkeit zum Herzogtum Jülich; die Henkelkrüge stehen für die drei ursprünglichen Ortsteile der alten Gemeinde Langerwehe Rymelsberg, Ules und Zu Wehe und die Töpferindustrie. \| \| | Banner Beschreibung des Banners: „Gelb-Grün im Verhältnis 1:1 längs gestreift mit Wappen der Gemeinde ohne Schild in der Mitte der oberen Hälfte.“ |
| | Wappen |
| Wappen von Langerwehe | Blasonierung: „Gespalten – vorn in Gold (Gelb) ein rotbewehrter und -bezungter schwarzer Löwe, hinten in Grün drei (2:1) gestellte schlanke silberne (weiße) Henkelkrüge.“ |
| Wappen von Langerwehe | Wappenbegründung: Das Wappen basiert auf dem Schöffensiegel aus dem Jahre 1543. Der schwarze Löwe steht für die frühere Zugehörigkeit zum Herzogtum Jülich; die Henkelkrüge stehen für die drei ursprünglichen Ortsteile der alten Gemeinde Langerwehe Rymelsberg, Ules und Zu Wehe und die Töpferindustrie. |

## Kultur

### Musikschule
Die Musikschule Langerwehe ist eine gemeinnützige Einrichtung, die für 300 Schüler eine umfassende musikalische Schulung bietet. Ehrenamtlicher Träger ist die Bläservereinigung 1974 Merode e. V.

### Töpfereimuseum
Langerwehe ist weltbekannt für seine Töpferwaren und unterhält in einem alten Pfarrhaus ein Töpfereimuseum, das die Entwicklung der keramischen Formen vom frühen Mittelalter bis zur Gegenwart zeigt. Es führt viele Kunst- und Fachausstellungen durch und enthält eine Töpferlehrwerkstätte. Im Museumsplan des Landschaftsverbandes Rheinland ist es als förderungswürdiges Spezialmuseum anerkannt.

### Regelmäßige Veranstaltungen
- Frühlingsfest sowie Sommerfest der I.V.PRO Langerwehe e. V.[15]
- Kürbismarkt auf dem Kriegerhof in Merode im September[16]
- Eifelmarkt im Töpfereimuseum im September[17]
- Ton & Arts am 1. Adventswochenende im Töpfereimuseum[18]
- Romantischer Weihnachtsmarkt in Schloss und Schlosspark Merode[19]
- Maifeste in Schlich, Merode, Jüngersdorf, Pier[20]
- Schützenfeste in Langerwehe, Heistern, Hamich, Pier und Schlich[20]
- Sankt-Martins-Züge von Kindergarten, Grundschulen und anderen Institutionen in verschiedenen Ortsteilen[20]
- Weihnachtsblasen der Bläservereinigung Merode, normalerweise am 4. Advent[20]

## Sehenswürdigkeiten

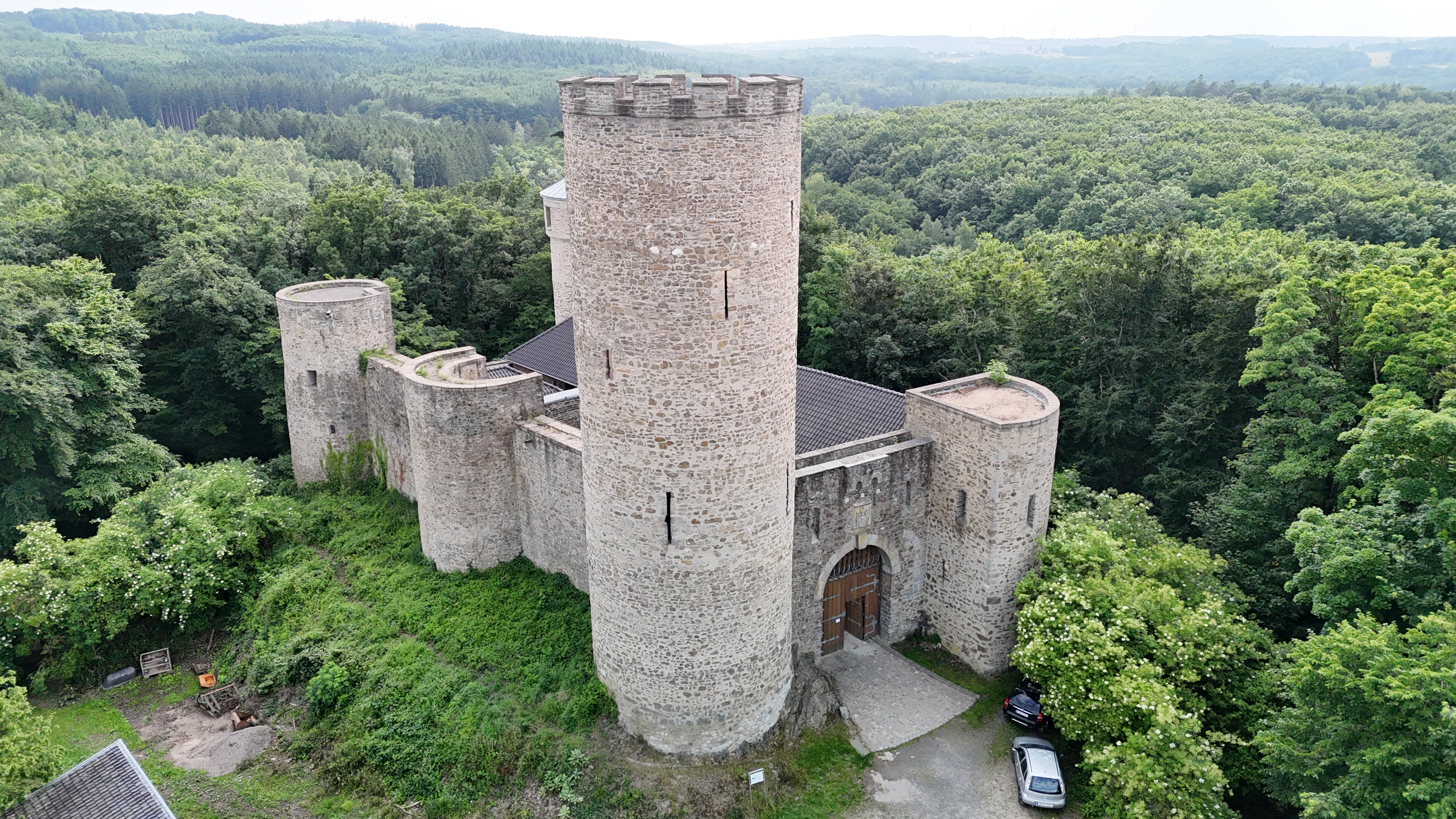
Die Laufenburg

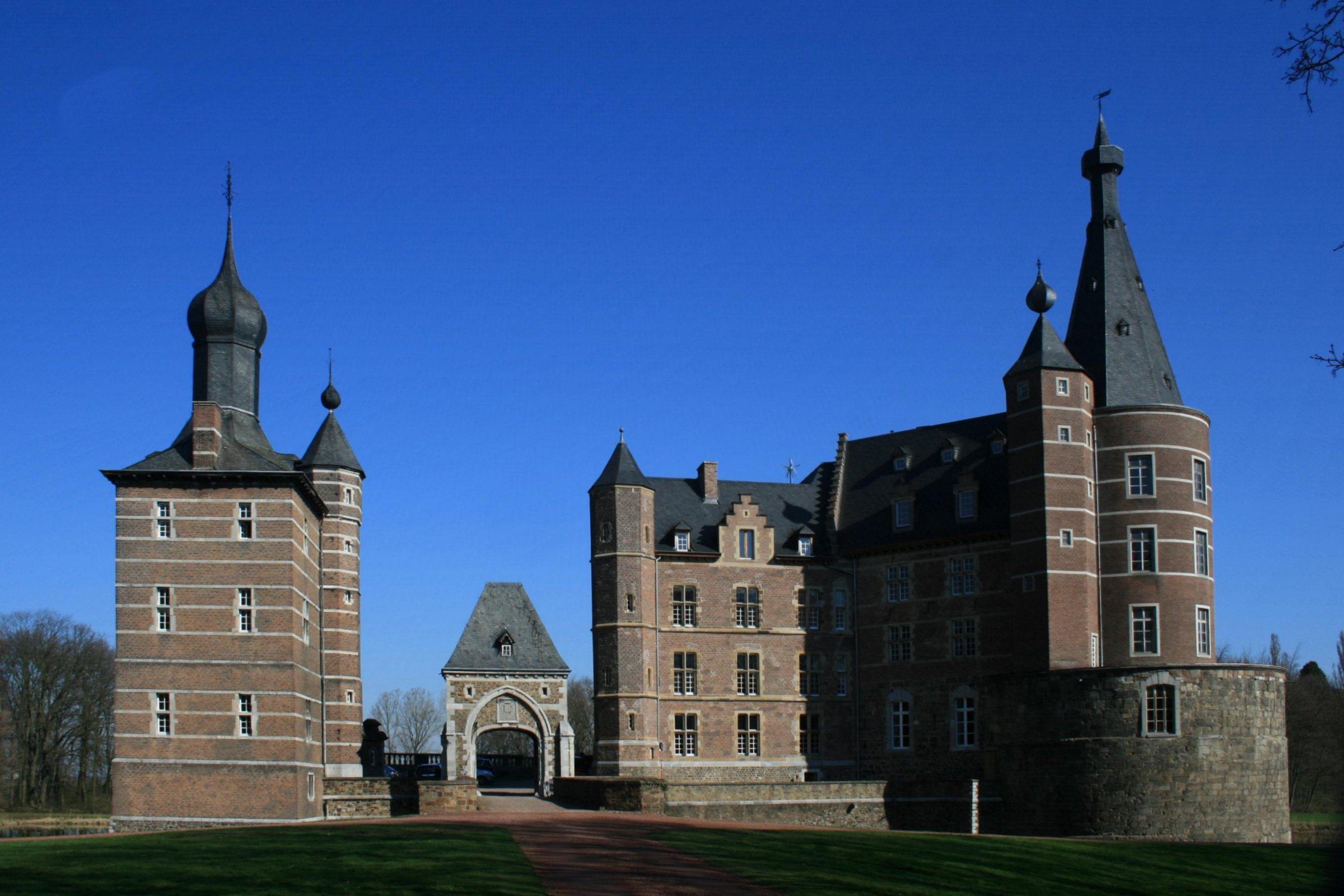
Schloss Merode

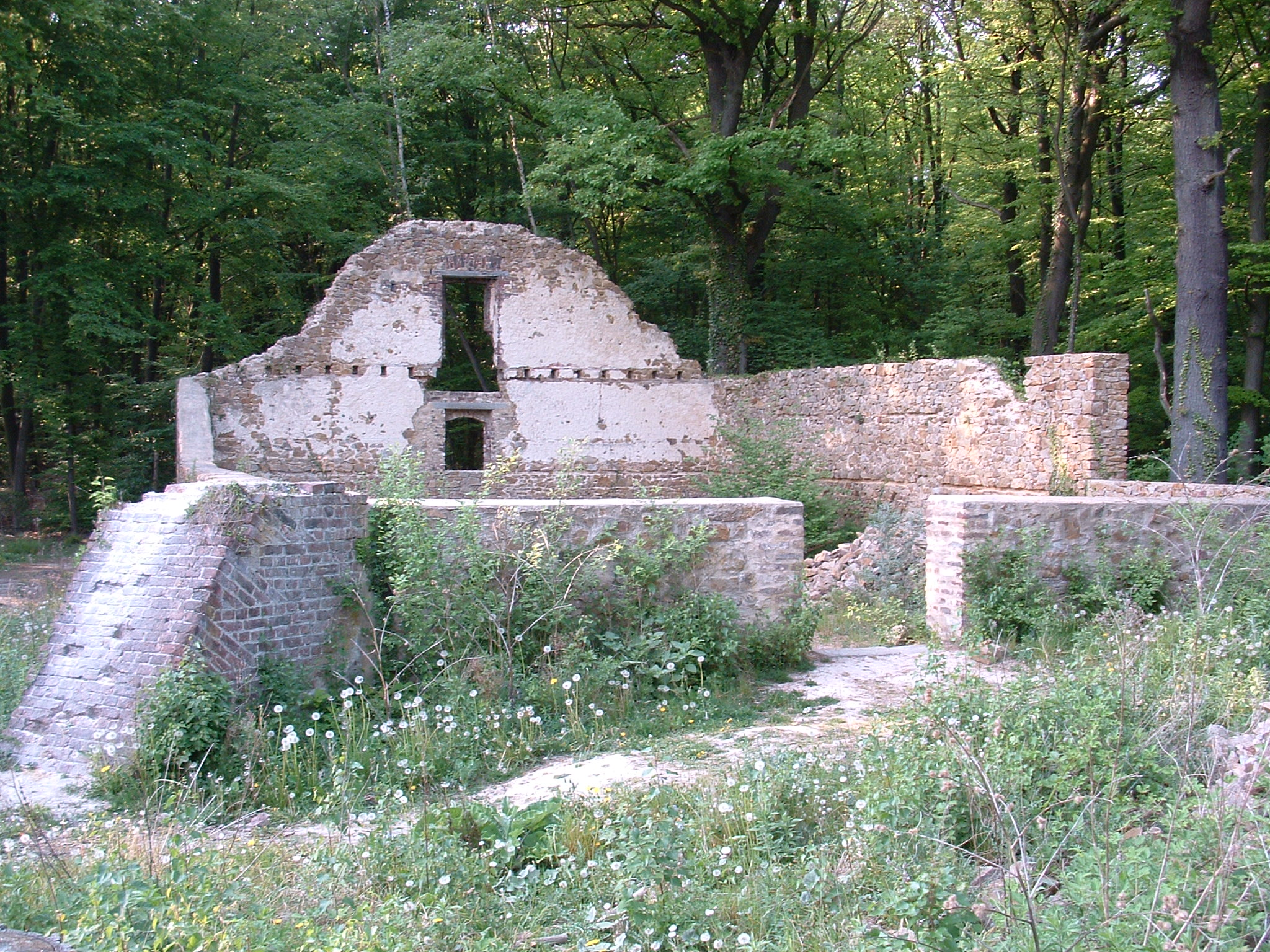
Ruine der Karlsburg

### Die Laufenburg
Im waldreichen Gebiet südlich der Ortschaft Jüngersdorf auf dem östlichen Höhenzug des Wehebachtales erhebt sich auf einer Bergkuppe die Laufenburg. Die geschlossene Anlage mit ihren wuchtigen Ecktürmen stammt aus dem 12. Jahrhundert. Sie beherbergt einen landwirtschaftlichen Betrieb mit einer Gaststätte und ist ein beliebtes Ausflugs- und Wanderziel.

### Schloss Merode
Das Schloss Merode wurde im 12. Jahrhundert erbaut. Es befindet sich heute im Besitz von Charles-Louis Prinz von Merode und wird privat als Wohngebäude genutzt. Durch einen Großbrand am 19. Juni 2000 wurde das Schloss erheblich beschädigt, so dass langjährige Renovierungsarbeiten nötig waren. Es heißt, „Schloss Merode hat so viele Fenster wie das Jahr Tage hat“.

### Weitere Bauwerke
Sehenswerte kulturhistorische Gebäude sind die Pfarrkirche St. Martin, die Kirche St. Martinus in Schlich, die Alte Kirche auf dem Rymelsberg, die Nikolauskapelle in Geich, die Burg Holzheim, die Gutsanlage Schönthal, das Gut Merberich, die Ruine des Klosters Schwarzenbroich und die Ruine der Karlsburg mit 2004 restaurierter Familiengruft im Landschaftsgarten Kammerbusch. Die Pfarrkirche St. Katharina im ehemaligen Prämonstratenserinnen-Kloster Wenau ist am ersten Sonntag eines Monats zur Besichtigung geöffnet.

## Das ehemalige Krankenhaus
Ende des 19. Jahrhunderts wütete im Kreis Düren wie auch in anderen Regionen die Cholera. Deshalb trafen sich im September 1884 die Bürgermeister aus dem Kreis, um über ein Kreiskrankenhaus zur Abwehr der Gefahr zu beraten. 1892 wurde Langerwehe als Standort ausgewählt, auch deshalb, weil Richard Schleicher, der Besitzer der Nadelfabrik in Schönthal, aus dem Testament seines Bruders Felix 100.000 Mark zur Verfügung stellte.
Die Leitung übernahm die Genossenschaft der Cellitinnen, die heute noch in Düren tätig ist. Im Juli 1894 wurde der Krankenhausneubau eingeweiht. Das Haus umfasste 70 Betten, eine Epidemiebaracke, ein integriertes Altenpflegeheim und ein Wirtschaftsgebäude einschließlich Viehbestand und Nutzgarten, es stand in der Luchemer Straße.
Da das Krankenhaus nicht mehr rentabel arbeiten konnte, wurde es zum 31. Dezember 1975 geschlossen. Das Pflegeheim wurde ein halbes Jahr später aufgelöst und 1978 abgerissen. Dort steht heute das 1981 erbaute Senioren-Wohnheim.

## Wirtschaft und Infrastruktur

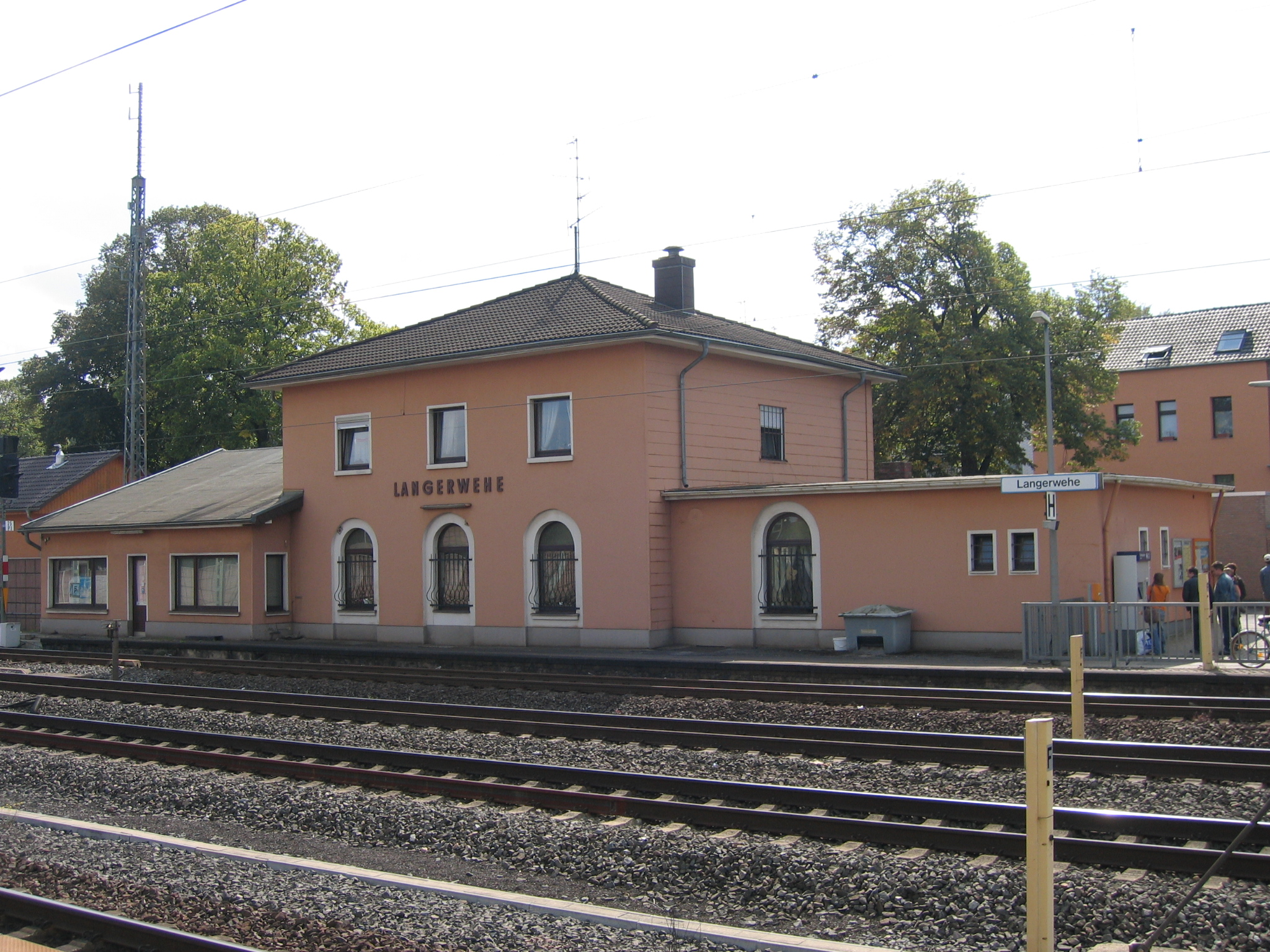
Bahnhof Langerwehe

### Verkehr
Langerwehe liegt verkehrsgünstig zwischen den Mittelzentren Düren und Eschweiler und den Oberzentren Aachen und Köln und ist seit Dezember 2015 über eine eigene Anschlussstelle von der Bundesautobahn 4 Köln–Eindhoven aus erreichbar. Von der Anschlussstelle aus verläuft die Landesstraße 12, von Inden im Norden kommend, südwärts durch das Gemeindegebiet bis nach Schevenhütte. Mit Eschweiler im Westen und Düren im Osten ist Langerwehe durch die Bundesstraße 264 Köln–Aachen verbunden. Eine wichtige Anbindung vieler kleinerer Dörfer im Umkreis bildet die Kreisstraße 27 nach Kreuzau.
Innerorts wurde die umgestaltete Hauptstraße im Juli 2002 offiziell eingeweiht und bildet die zentrale Einkaufsstraße der Gemeinde.
Der Bahnhof Langerwehe liegt an der Hauptstrecke Köln–Aachen zwischen den Bahnhöfen Düren und Eschweiler Hbf. Seit Juni 2009 ist Langerwehe mit der Euregiobahn über Eschweiler-Weisweiler und Eschweiler-Talbahnhof mit Aachen Hbf parallel zur Hauptstrecke Köln-Aachen verbunden. Entlang dieser Bahnstrecke verläuft der Bahnradweg.
Langerwehe gehört zum Aachener Verkehrsverbund und ist per Bus der Linien 28 und 96 (ASEAG) sowie 237, 261, 296 und 297 (Rurtalbus) mit Düren, Lucherberg, Nothberg, Weisweiler, Schevenhütte und den Nachbarorten verbunden. Zusätzlich verkehrt zu bestimmten Zeiten ein Rufbus, am Wochenende ein Nachtbus. Hauptumsteigehaltestelle ist der Bahnhof Langerwehe.
| Linie      | Betreiber | Verlauf |
| ---------- | --------- | --- |
| 28         | ASEAG     | Alsdorf-Annapark – Schaufenberg – Siedlung Ost – Mariadorf – Hoengen – Warden – Kambach – Kinzweiler – Hehlrath – Röhe – Eschweiler Bushof – Rathaus – Herz-Jesu-Kirche – Weisweiler – Hücheln (– Langerwehe Bf – Langerwehe Schulzentrum) |
| 96         | ASEAG     | Langerwehe Schulzentrum – Langerwehe Bf – Weisweiler Bf – Weisweiler Frankenplatz – Elektrowerk – Herz-Jesu-Kirche – Rathaus – Eschweiler Bushof                                                                                           |
| 237        | Rurtalbus | Düren Bf/ZOB – StadtCenter – (Mariaweiler Gesamtschule –) Mariaweiler – Echtz Badesee – Echtz – Geich – Obergeich – D’horn – (Schlich –) Merode – Pier – Jüngersdorf – Langerwehe Markt – Langerwehe Bf                                    |
| 261        | Rurtalbus | Langerwehe Bf – Langerwehe Rathaus – Schönthal – Wenau – Heistern – Hamich – Gressenich – Schevenhütte |
| 296        | Rurtalbus | Düren Bf/ZOB – StadtCenter – Kaiserplatz – Gürzenich – Derichsweiler – Schlich – Merode – Pier – Jüngersdorf – Langerwehe Holzstr. – Langerwehe Bf – Luchem – Inden/Altdorf – Lamersdorf – Lucherberg / Frenz                              |
| 297        | Rurtalbus | Düren Bf/ZOB – StadtCenter – Gürzenich – D’horn Rothaus – Obergeich – Langerwehe Markt – Langerwehe Bf |
| RufBus 261 | Rurtalbus | Rufbus: Schevenhütte – Gressenich – Hamich – Heistern – Wenau – Schönthal – Langerwehe Rathaus – Langerwehe Bf (Mo–Fr tagsüber) |
| N4         | Rurtalbus | Nachtbus: nur in den Nächten Fr/Sa und Sa/So Düren Bf/ZOB → Kaiserplatz → Mariaweiler → Schophoven → Inden/Altdorf → Lamersdorf → Langerwehe → Gürzenich                                                                                   |

### Ansässige Unternehmen
Größter Arbeitgeber in Langerwehe ist die Firma alesco GmbH & Co. KG (früher: Schoeller-Aldo), die am Ortsrand und in Alsdorf mit insgesamt 250 Mitarbeitern Verpackungsmaterialien herstellt.

### Bildung
In Langerwehe gibt es zwei Grundschulen, die Katholische  Grundschule Langerwehe (Wehebachschule) und die Martinusschule in Schlich. Mit der Europaschule Gesamtschule Langerwehe ist auch ein weiterführendes Schulangebot bis hin zum Abitur vorhanden. Hier werden aktuell etwa 1400 Schülern/-innen, zum Teil in einem bilingual englischen Ausbildungszweig, unterrichtet. In der Gemeinde gibt es sechs Kindergärten (St.-Martin-Kindergarten, St. Martinus D'Horn, Kindergarten Heistern, Kindergarten Langerwehe-Schlich, Kindergarten Langerwehe-Süd und Kindergarten Jüngersdorf mit Zweigstelle Pier).

## Persönlichkeiten

### In Langerwehe geboren
- Napoléon Peltzer (1802–1889), Tuchfabrikant, geboren in Wenau
- Hubert Gast (1887–nach 1932), Gewerkschafter und Politiker (Zentrum)
- Johannes Kaiser (1936–1996), Leichtathlet und Olympiamedaillengewinner
- Walter Dohmen (* 1941), Künstler und Buchautor
- Johannes Heinrichs (* 1956), Althistoriker
- Peter Münstermann (* 1956), Politiker (SPD), MdL 2012–2017, geboren in Schlich, wohnhaft in D’horn
- Gabriele B. Clemens (* 1961), Historikerin
- Werner Reinartz (* 1963), Wirtschaftswissenschaftler
- Günter Krieger (* 1965), Schriftsteller

### Mit Langerwehe verbunden
- Alfred Wolf (1878–1949), liberaler Politiker, gestorben in Langerwehe
- Jupp Ernst (1905–1987), Grafiker, Industriedesigner und Pädagoge, gestorben in Langerwehe
- Kurt Jarasinski (1938–2005), Springreiter, gestorben in Langerwehe
- Heribert Koch (* 1961), Pianist und Dozent, wohnt in Langerwehe
- Klaus Dauven (* 1966), Künstler, Kunstpädagoge und Lehrer an der Gesamtschule Langerwehe
- Stephan Thiemonds (* 1971), Reiseschriftsteller, aufgewachsen in Langerwehe
- Maike Toussaint (* 1985), Schauspielerin